# حصار وان (1915)

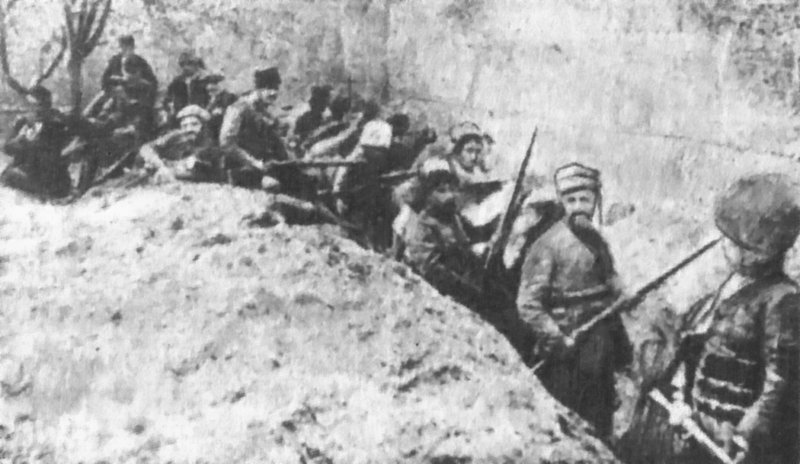

دفاع وان (بالأرمنية: Վանի հերոսամարտ)‏ هو انتفاضة، ومقاومة تالية للانتفاضة، نفذها الشعب الأرمني في مدينة وان ضد محاولات الدولة العثمانية الساعية لذبح أو تهجير السكان الأرمن العثمانيين في ولاية وان إبان الإبادة الجماعية للأرمن عام 1915. استنتج عدد من المراقبين المعاصرين لتلك الأحداث، ومؤرخين في وقتٍ لاحق، أن الحكومة العثمانية حرضت عمدًا على نشوء مقاومة أرمنية مسلحة في المدينة، ثم استغلت تلك الانتفاضة وجعلتها الحجة الرئيسة لتبرير بداية عمليات الترحيل والقتل ضد الأرمنيين في جميع أنحاء الإمبراطورية. تتفق تقارير الشهود على أن الحركة الأرمنية في وان كانت دفاعًا عن النفس ومقاومة للمذبحة. في المقابل، يدعي المؤرخ برنارد لويس أن الدافع وراء حصار وان والمقاومة الأرمنية هو رغبة الأرمن بحرية تقرير المصير عن طريق الحفاظ على أغلبية أرمنية إثنية في المدينة. يدعم لويس ادعاءه هذا مشيرًا إلى عدم وجود أدلة كافية تؤكد رغبة الدولة العثمانية بارتكاب مذبحة إثنية بحق الأرمن، وأن الصراع القومي في حركة التحرر الوطنية الأرمنية، والمدعوم روسيًا، هو الذي أدى إلى الصراع والترحيل اللاحق.

## خلفية
خلال الفترة العثمانية المتأخرة، كانت وان مركزًا مهمًا للحياة الثقافية والاجتماعية والاقتصادية الأرمنية. أسس مكرتيتش خريميان صحافة مطبوعة في وان، ثم أسس نسر واسبوراكان، أول نشرة دورية في أرمينيا. في عام 1885، تأسس حزب أرميناكان في مدينة وان. بعد فترة قصيرة، تأسس فرعان لحزبي الهنشاك والطاشناق في المدينة، وكانت مهمتهما إسقاط الحكم العثماني في الأناضول الشرقية (الولايات الست الأرمنية).
بين عامي 1895 و1896، عانى الأرمن في الإمبراطورية العثمانية من موجة عنف عُرفت محليًا باسم المجازر الحميدية. تجنبت وان مذابح عام 1895 إلى حد كبير، لكن العثمانيين أرسلوا بعثة عسكرية في يونيو من عام 1896. استطاع سكان وان الأرمن في البداية الدفاع عن أنفسهم، لكن عندما وافقوا على إلقاء السلاح مقابل حصولهم على الأمان، استمرت المذابح وانتهت بمقتل أكثر من 20 ألف أرمني.
تملك الإحصائيات الديموغرافية لولاية وان في الإمبراطورية العثمانية قبل الحرب العالمية الأولى قيمًا مختلفة بناءً على مصادر مختلفة أيضًا. في عام 1914، عاش الأرمن على شواطئ بحيرة وان. كانت مدينة وان المكان الذي يقطنه أغلبية الأرمن (تألفت وان من 3 أقسام فرعية هي  كور بينار وغيديكبولاك وآيرشتك). عاش الأرمن أيضًا في قضاء إرجيش الواقع في القسم الشمالي من الولاية، بالإضافة إلى أقضية تشاتاك وباش قلعة وباهتشيساراي في القسم الجنوبي من الولاية. في إحصاء من عام 1890، عاش 79,998 أرمني في الولاية. أظهر الإحصاء السابق نفسه نسبة السكان الأرمن القاطنين في مدينة وان، وبلغت نسبتهم 35%، بينما بلغت نسبة السكان الأرمن في قضاء إرجيش 64%، و37% في تشاتاك و18% في باش قلعة و48% في باهتشيساراي. بلغ تعداد السكان الأرمن في إحصاء البطريرك المحلي عام 1912 نحو 110 ألف نسمة. بينما جاء في الإحصاء العثماني الأصلي من عام 1914 أن تعداد السكان الأرمن هو 67,797 وتعداد المسلمين هو 179,422. على أي حال، طُعن في دقة الإحصاء الرسمي من عام 1914 من ناحية تعداد السكان الأرمن والمسلمين سوية. وُجد أن الإحصاء الرسمي العثماني من عام 1914 لم يأخذ الأطفال بالحسبان، وأن الأرقام الصحيحة لسكان ولاية وان هي 313 ألف مسلم و130 ألف أرمني (نسبة 25%)، ونحو 65 ألف سوري ومسيحي كلداني ونسطوري وغيرهم. برزت صعوبة في تحليل الإحصاءات السكانية لمدينة وان. فحدثت حركات سكانية مكثفة داخل وحول المدينة جراء تدهور الوضعين الاقتصادي والسياسي قبل الحرب العالمية الأولى. سجّل تعداد السكان العثمانيين في تلك الفترة وجود 79 ألف مسلم و34 ألف أرمني في مدين وان، ويشمل هذا التعداد المناطق المحيطة بالمدينة بشكل مباشر. قُدر تعداد سكان وان الأرمن بنحو 30 ألف شخص في خريف عام 1914.

## مقدمة: الجبهة القوقازية
في 30 أكتوبر عام 1914، وبعد تبادل إطلاق الأعيرة النارية خلال عملية مطاردة الطرادين بريسلاو وغوبن الألمانيين، دخلت الإمبراطورية العثمانية الحرب العالمية الأولى. كان موقع ولاية وان بين بلاد فارس والقوقاز، وكانت أغلب الطرق المتوفرة التي تربط بلاد فارس وروسيا وبلاد الرافدين والأناضول تمر عبر الولاية، ما أعطى وان قيمة إستراتيجية رفيعة جراء موقعها.
وقعت أولى اشتباكات حملة القوقاز في الثاني من نوفمبر عام 1914 عبر هجوم بيرخمان. استطاع الروس تحقيق الانتصارات على طول خط قرة كليسا–بايزيد (دوغبايزيد) (سُميت قرة كليسا باسم كاراكوسه في نوفمبر عام 1919، واسمها اليوم أغري). تقع بايزيد شمال ولاية وان، وشارك المتطوعون الأرمن بصفة قوات بديلة في الأفواج الروسية عند الاستيلاء على تلك المناطق.
خلال شهر ديسمبر عام 1914، زار نيكولاي الثاني قيصر روسيا جبهة القوقاز. وبحضور رأس الكنيسة الأرمنية ورئيس المكتب الوطني الأرمني ألكسندر خاتيسيان في تفليس (تبليسي حاليًا)، ألقى القيصر كلمة قال فيها: «يسارع الأرمن من جميع الدول للانخراط في صفوف الجيش الروسي المجيد، وبدمائهم، سيؤمنون انتصار الجيش الروسي... فليرفرف العلم الروسي بحرية على مضيقي الدرنديل والبوسفور، ولتحصل جميع الشعوب (المسيحية) التي لا تزال خاضعة لنير الاحتلال التركي على حريتها بمشيئتكم. فليحصل شعب أرمينيا التركي، الذي عانى جراء إيمانه بالمسيح، على الخلاص كي يبدأ حياة جديدة وحرة...». أراد وزير الحرب العثماني أنور باشا تطويق القوات الروسية بين ساريقاميش وأرداهان. شكلت معركة ساريقاميش (وقعت بين 29 ديسمبر 1914 – 4 يناير 1915) هزيمة كارثية لأنور باشا. حصل المتطوعون الأرمن، عن دورهم في النصر بتلك المعركة، على حظوة باعتبارهم سكان المنطقة الأصليين والمعتادين على المناخ ولأنهم يعرفون كافة الطرق والممرات الجبلية في المنطقة، ولأنهم متشجعون على القتال بضراوة وحزم. كان المتطوعون الأرمن عبارة عن وحدات صغيرة متحركة اعتادت على أشباه حرب العصابات. فلعب المتطوعون الأرمن دورًا فاعلًا في عمليات الكشافة، وانخرطوا أيضًا بشكل نشط في الاشتباكات التقليدية. صعّب المتطوعون الأرمن عمليات الجيش العثماني في الأوقات الحرجة: «فالتأخير الذي سببوه منح الجيش القوقازي الروسي فرصة لتجميع قوة كبيرة حول ساريقاميش». بعدما عاد أنور باشا إلى القسطنطينية، ألقى باللوم على الأرمن الذين يعيشون في المنطقة جراء خسارة تلك الحرب، ولدورهم في مساندة روسيا بشكل نشط.
في 11 ديسمبر عام 1914، بدأت التحضيرات العثمانية للحملة الفارسية بعدما أمر أنور باشا بتأسيس جيش مؤقت ليُنقل لاحقًا إلى مسرح الحرب المخطط له باستخدام الطرق الموجودة في ولاية وان. وبينما كانت التحضيرات التركية تأخذ مجراها، نقل الروس الجنرال الأرمني توماس نازاربيكان إلى أذربيجان الفارسية المحتلة من طرف الروس. نُشر لواء القوزاق تحت قيادة فيودور تشرنوزوبوف في بلاد فارس منذ عام 1906. خلال تلك الفترة، وزّعت السلطات العثمانية 24 ألف بندقية على الأكراد في بلاد فارس وولاية وان.
كُلف رئيس استخبارات القيادة العامة، المقدم (البكباشي) كاظم كارابكر، بقيادة قوة الحملة الأولى. بينما كُلِّف المقدم خليل كوت بقيادة قوة الحملة الخامسة، وهو عم أنور باشا وسيتمكن لاحقًا من هزيمة البريطانيين في حصار الكوت الواقع في 29 أبريل عام 1916.